# 麥克·布魯塞維茨
迈克尔·约瑟夫·韦斯利·布魯塞維茨（1990年8月9日—）為美國男子籃球運動員，成長於明尼蘇達州利奇菲尔德，就讀Litchfield Senior High School兩年後轉學到Henry Sibley High School，高中十一年級時放棄明尼蘇達大學，口頭承諾入讀威斯康星大学麦迪逊分校。2022年3月28日，P. LEAGUE+新竹街口攻城獅宣布網羅布魯塞維茨，中文名取為「布魯斯巫獅」。

## 外部連結
- 麥克·布魯塞維茨在fiba.basketball（英语）
- 麥克·布魯塞維茨在fiba3x3.com（英语）
- 麥克·布魯塞維茨在歐洲籃球聯賽（英语）
- 麥克·布魯塞維茨在VTB聯賽（英语）
- 麥克·布魯塞維茨在P. LEAGUE+
- 麥克·布魯塞維茨在Basketball-Reference.com（NBA）（英语）
- 麥克·布魯塞維茨在Basketball-Reference.com（國際）（英语）
- 麥克·布魯塞維茨在Sports-Reference.com（NCAA）（英语）
- 麥克·布魯塞維茨在Eurobasket.com（球員）（英语）
- 麥克·布魯塞維茨在RealGM（英语）
- 麥克·布魯塞維茨在Proballers（英语）
- 麥克·布魯塞維茨在Flashscore（英语）
- 麥克·布魯塞維茨在Flashscore（英语）